# Koktajl z Brompton
Koktajl z Brompton, nazywany czasem Eliksirem z Brompton, to eliksir przeznaczony do użycia jako bardzo mocny środek przeciwbólowy, a także stosowany profilaktycznie. Wytworzony z morfiny lub heroiny, kokainy, wysoko procentowego alkoholu (według niektórych przepisów może być gin), czasem z dodatkiem chlorpromazyny by przeciwdziałać nudnościom, był podawany w przypadkach chorób terminalnych (a zwłaszcza u pacjentów, chorych na raka) aby uśmierzyć ból i sprzyjać pacjetom w akceptowaniu ich własnej śmierci. Powszechne wyrażenie mówiło o "różnej ilości morfiny, 10 milligramów kokainy, 2.5 millilitra 98% alkoholu etylowego, 5 mL syropu BP i o różnej ilości wody z chloroformem."1
Nazwa Koktajlu pochodzi od Royal Brompton Hospital w Londynie, w Anglii, gdzie mikstura ta została wynaleziona pod koniec lat 20 w XX wieku dla pacjentów, chorych na gruźlicę. Co prawda mikstura rzadko jest używana w wieku XXI, słuch o niej nie zaginął. Znacznie bardziej była rozpowszechniona pod koniec XIX i na początku XX wieku. Oryginalny pomysł na miksturę doustną z morfiny i kokainy, pomagającą pacjentom w agonii z powodu zaawansowanych chorób przypisuję się chirurgowi Dr Herbert Snow w roku 1896.
Podczas gdy każdy składnik zwalcza ból i inne dolegliwości, które mogą występować u pacjentów, mających mdłości z powodu chemioterapii, napromieniowania, i/lub wysokich i zwiększonych dawek morfiny, generalnie uznaje się, że cała mikstura ma silniejsze działanie niż suma wszystkich jej części z różnymi, aktywnymi składnikami, które są uwarunkowane w dany sposób przez morfinę lub inny opioid. Synergia między analgezyjnymi opioidami a centralnie działającymi stymulantami jest dobrze znana i ma szerokie zastosowanie: na przykład, kofeina zawiera wiele bazowanych na kodeinie substancji zwalczających ból, a recepta na dekstroamfetaminy lub metylfenidatu dla pacjentów z wysokimi dawkami opioidów stosowana jest, aby jednocześnie zwalczać senność, wywołaną przez środki przeciwbólowe i jednocześnie zwiększyć ich skuteczność zwalczania bólu. Jednak w artykule z czasopisma Canadian Medical Association Journal z 1979 roku nie stwierdzono statystycznie, aby mikstura zapewniała znaczące postępy w zwalczaniu bólu, osłabienia, bądź senności wobec działania samej morfiny.2